# Mercancía del Wetterau

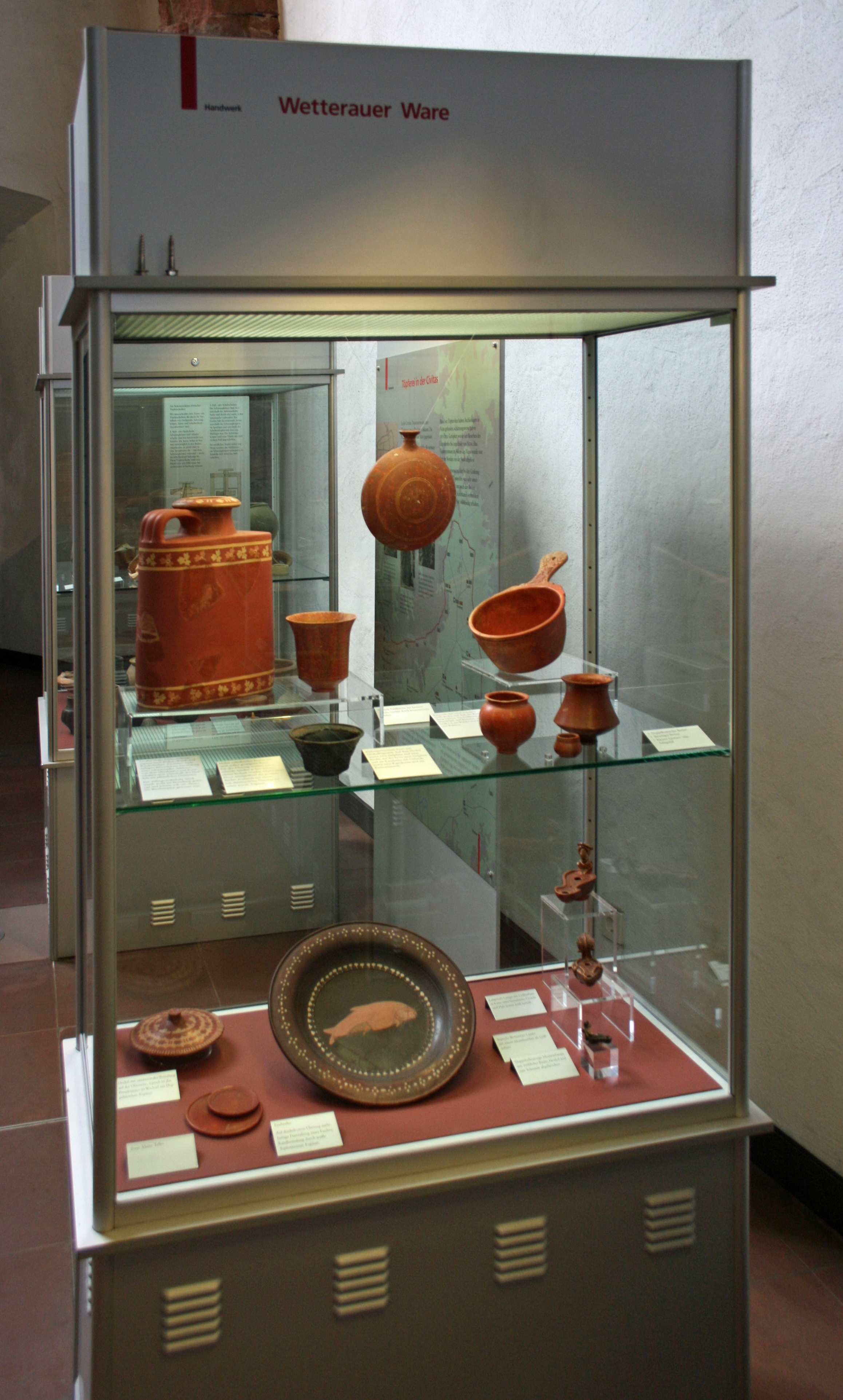
Diversas formas de la Mercancía del Wetterau en el Museo Arqueológico de Fráncfort.

Mercancía del Wetterau (en alemán: Wetterauer Ware, a menudo abreviado como WW) es el nombre dado a la cerámica producida durante la época romana entre aproximadamente el 95 y el 125 d. C. en la región de Wetterau, que en aquel entonces era la Civitas Taunensium en la provincia Germania superior del Imperio Romano. La mercancía fue encontrada sólo en esta región. Se supone que fue producida en Fráncfort-Nied.
|                                                 |
| Mercancía del Wetterau en el Museo del Saalburg |

|                                                 |
| Mercancía del Wetterau en el Museo del Saalburg |

|                                                              |
| Mercancía del Wetterau en el Museo del Castillo de Steinheim |

## Literatura
- Vera Rupp: Wetterauer Ware - eine römische Keramik im Rhein-Main-Gebiet: Exkurs: Die grob marmorierte Gefässkeramik des Rhein-Main-Gebiets. Schriften des Frankfurter Museums für Vor- und Frühgeschichte - Archäologisches Museum (Mercancía del Wetterau - cerámica romana en la Región Rin-Meno: Digresión: La cerámica jaspeada de la Región Rin-Meno. Escritos del Museo de Pre- y Protohistoria de Fráncfort - Museo Arqueológico). Habelt 1998. 392 páginas. ISBN 9783774923171